# Westblindmaus
Die Westblindmaus (Nannospalax leucodon, Synonym Spalax leucodon) ist eine Art aus der Unterfamilie der Blindmäuse, die 1840 von Alexander von Nordmann erstmals beschrieben wurde.

## Aussehen und Lebensraum
Mit einer Kopf-Rumpf-Länge von 15 bis 24 Zentimetern ist die Westblindmaus etwas kleiner als die sehr ähnliche Ostblindmaus. Westblindmäuse sind rattengroß und haben den für Blindmäuse typischen walzenförmigen Körper. Das weiche Fell ist an der Oberseite braungrau, an der Bauchseite dunkelgrau gefärbt. Das Tier hat weder Ohrmuscheln noch einen Schwanz, die Augen sind nicht sichtbar unter einer Hautschicht verborgen. Von der Nase bis zu der Stelle, an der man die Augen erwartet, erstreckt sich ein heller Streifen aus Borsten. Im Schädel befindet sich rechts und links neben dem Hinterhauptloch je eine kleine Öffnung, die bei Tieren von der Peloponnes nur sehr undeutlich ausgebildet sind.
Ähnliche Arten:
- Bukowinische Blindmaus (Spalax graecus)
- Ostblindmaus (Spalax microphthalmus)

## Vorkommen und Lebensweise

Verbreitungsgebiet der Westblindmaus

Die Westblindmaus ist in Südosteuropa beheimatet. Ursprünglich war sie ein Steppenbewohner, als Kulturfolger jedoch lebt sie inzwischen auch auf Feldern, Wiesen und Weiden. Im Gebirge wurde sie noch in 2400 Metern Höhe nachgewiesen.
Die tag- und nachtaktiven Tiere graben bis zu 100 Meter lange Gänge in bis zu vier Metern Tiefe. Sie haben dort spezielle Vorratskammern, Nestkammern und sogar spezielle Plätze, um die Notdurft zu verrichten. Westblindmäuse ernähren sich von Wurzeln, Knollen und Feldfrüchten, die sie mit in ihre Gänge nehmen. Sie sind meist Einzelgänger, halten keinen Winterschlaf und kommen nur sehr selten und wenn, dann nachts an die Oberfläche.

## Gefährdung
Einige regionale Unterarten sind stark vom Aussterben bedroht.